# 피코 데 가요

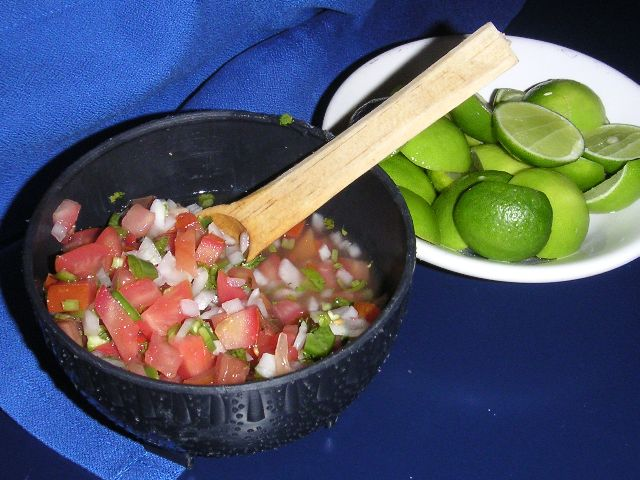
피코 데 가요

피코 데 가요(Pico de gallo)는 토마토, 양파, 고추, 살사 소스 등으로 만드는 요리이다.

## 같이 보기
- 그리스 샐러드
- 숍스카 샐러드